# Příjmení

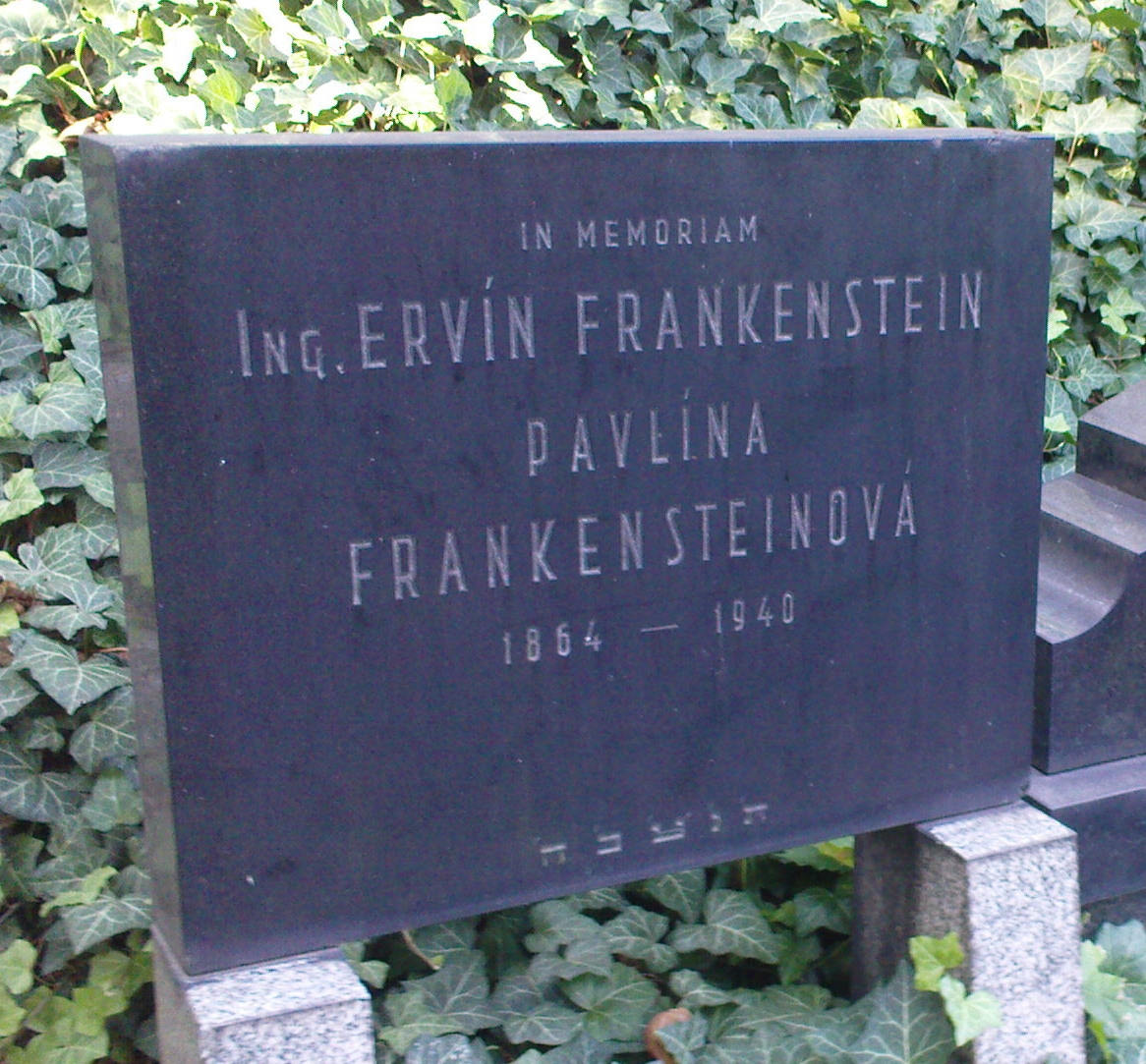
Ukázka německého složeného příjmení, častého u Židů (Nový židovský hřbitov, Praha) (Frankenstein – doslova „franský kámen“ a název několika měst); zároveň ukázka přechylování českých příjmení (+ -ová). Pro židovská příjmení dále viz Hebraizace příjmení.

Příjmení je část osobního jména s významem příslušnosti k určité rodině.

## Způsob tvorby
Příjmení tvoří ve slovní zásobě národa zvláštní skupinu. Jsou zbavena významu slova, z něhož vznikla. Často se od něho liší pravopisně či tvaroslovně (např. Rosypal, Sirovátka, Kafka; Nohavica, Stejskal, Stojaspal apod.) Ustáleně označují nositele, jsou dědičná zpravidla po otci, přecházejí (u některých jazyků v přechýlené podobě) na manželku a na dcery. Při sňatku se však snoubenci mohou dohodnout, že si žena ponechá své dosavadní příjmení, popřípadě že ženino příjmení budou používat oba manželé, respektive jejich děti).
Příjmení (i rodná jména) mají v češtině, slovenštině a jiných slovanských jazycích zpravidla různé tvary podle pohlaví, tedy se zde uplatňuje přechylování z mužské na ženskou podobu příjmení. V jazycích velkého počtu národů však žádný rozdíl mezi pohlavím nositele příjmení není, čímž často vzniká rozdíl vůči tvorbě obecných podstatných jmen. Např. německá podstatná jména Müller (mlynář), Müllerin (mlynářka) dala vznik pouze příjmení Müller. V češtině se přechylování děje nejčastěji pomocí přípony -ová. Ženská podoba původně německého příjmení Müller je tedy Müllerová. U českých příjmení vzniklých z přídavných jmen se přechyluje podle gramatiky, tedy záměnou koncovky -ý za -á: Dlouhý, Kinský - Dlouhá, Kinská.

### Pořadí v celém osobním jménu
Ve většině jazyků se uvádí nejprve jméno a pak příjmení. Opačné pořadí mají například maďarština (Petőfi Sándor), japonština (Koizumi Džun'ičiró (小泉 純一郎)) nebo vietnamština (Nguyễn Công Hoan), někdy také ruština.

## Historie příjmení
Příjmení vznikala postupně, zprvu u šlechticů v podobě přídomku. V Evropě se příjmení nejprve objevila v Benátkách (9. století), poté se tento zvyk rozšířil do severní Itálie a jižní Francie (10. století), dále do Katalánska a severní Francie (11. století) a poté do Švýcarska a Anglie (12. století).
V českých zemích se příjmení objevují od 14. století a jejich rozmach přišel v 15. století. Například v 16. století již příjmení používala většina obyvatel, příjmení však nebylo striktně dědičné. V minulosti docházelo v některých obdobích (zejména po třicetileté válce) nezřídka k tomu, že členové určité rodiny přejímali příjmení podle označení hospodářské usedlosti, na níž se usídlili (např. příjmení Kuchválek podle Kuchvalovského gruntu). Usedlosti byly takto pojmenovány zpravidla po dřívějších majitelích.
Ve Španělsku, Portugalsku a v španělsky a portugalsky hovořících zemích se používají dvě příjmení, první po otci a druhé po matce, (tj. po matčině otci) – např. José Luis Rodríguez Zapatero, kdy José Luis jsou dvě křestní jména, Rodríguez je příjmení po otci (první z jeho příjmení), který se jmenoval Juan Rodríguez García-Lozano, a Zapatero je příjmení po matce. Sňatkem nepřichází žena o svá dosavadní příjmení, nýbrž je doplní o slovo „de“ (v portugalštině „da“) spolu s (prvním) příjmením manžela. Sonsoles Espinosa Díaz by tedy provdáním za José Luise Rodrígueze Zapatera měla změnit své jméno na Sonsoles Espinosa Díaz de Rodríguez (v běžném styku však používá například jen Sonsoles Espinosa de Rodríguez).
Jména šlechtických rodů v Evropě obsahují predikáty (přídomky), tedy obdobu českého z resp. ze (z Lipé, z Pernštejna, z Rožmberka, z Polžic a Bezdružic apod.). V Německu mají lidé šlechtického původu (udělení šlechtického titulu do roku 1918) nadále právo používat ke svému příjmení předložky von nebo zu resp. von und zu (Johann Wolfgang von Goethe, Karl-Theodor zu Guttenberg). V Anglii je to předložka of. Zvláštním případem v Anglii jsou rody, které přišly z Francie společně s Vilémem Dobyvatelem, jako byl původně normanský rod de Vere (Edward de Vere, 17. hrabě z Oxfordu - Earl of Oxford) nebo i později, jako rodina spisovatelky Daphne du Maurier. Také v dalších zemích obsahují jména šlechticů takové predikáty. Jsou to mj. francouzské d' resp. de a du (Charles de Gaulle a Valéry Giscard d'Estaing, v jehož případě je predikát rodu osvojený) a španělské de nebo italské d' resp. di (Gabriele d'Annunzio, Giuseppe Tomasi di Lampedusa). Ve Spojených státech amerických mají mnozí známí lidé italského původu upravená jména tohoto typu, jako Leonardo DiCaprio (herec) a Joyce DiDonato (operní pěvkyně). Dále lze jmenovat italské a portugalské predikáty da (Leonardo da Vinci, Vasco da Gama, žertovně také Jára da Cimrman).
V nizozemštině resp. vlámštině existuje předložka van, která odpovídá německé von. Příjmení s touto předložkou jsou velmi běžná. Vznikla od místních názvů a z velké většiny neoznačují šlechtický původ, nýbrž původ předků z určitého místa (jako van Nijmegen). Známé osobnosti s takovými jmény jsou mj. Ludwig van Beethoven, Louis van Gaal, Vincent van Gogh a Rafael van der Vaart.

### Vývoj příjmení v českých zemích
Příjmení se postupně vyvíjela pro potřebu rozlišení obyvatel, někdy z tzv. jména po chalupě. Historické přídomky neoznačovaly místo narození dotyčného, ale původ rodu (tak se např. Mikuláš Dačický z Heslova nenarodil v Heslově, ale v Kutné Hoře).
Povinné používání příjmení v českých zemích zavedla císařovna Marie Terezie. Tehdy si židé museli zvolit německé příjmení, nebo jim bylo určeno (často složené, jako Frühauf, Goldstein, Hauptvogel, Wachsmann apod.). Jména jim byla určována často podle znamení domu, v němž bydleli, nebo podle jejich místního původu (Taussig – pocházející z Domažlic, německy Taus, Petschek - z Peček), jinde náhodně (dostávali také posměšná příjmení).
Pravopis s -au- na místě dnešního -ou- (Aujezdský, Autrata, Saudek, Auředník) nebo g místo j (Geržabek, Geřábek) jsou relikty tzv. bratrského pravopisu (vyslovované ou se psalo au), který byl v češtině opuštěn v polovině 19. století.
Po druhé světové válce vznikla v rámci snah o degermanizaci jazyka také vlna počeštění („odgermanisování“) častých německy znějících příjmení. Český jazykovědec profesor František Oberpfalcer-Jílek ve svém spisku „Počeštěme svá příjmení“ uvádí, že německé příjmení má asi sedmina obyvatel, přičemž k tomu došlo často „zvůlí vrchnostenských úředníků“, kteří česká příjmení poněmčovali a zapisovali do urbářů apod. v německé podobě (např. příjmení Hrnčíř zapsali jako Tefr, což je zkomolené Töpfer). Profesor Jílek, který šel sám příkladem a své původní německé příjmení Oberpfalcer si roku 1946 změnil podle jména otcovy matky na Jílek, navrhl čerpat při výběru nového příjmení z historie jmen ženských členů rodiny (manželky, babičky apod.). Změna příjmení byla ulehčena i státem: zatímco změna běžného příjmení stála 125 Kčs, změna německého příjmení stála pouhých 5 Kčs.
Ženy mohou od roku 2022 bez jakýchkoli podmínek žádat o zápis nepřechýleného příjmení. Podle výsledků průzkumu Mladé fronty Dnes v roce 2011 nepřechylování ženských příjmení označilo jako proti pravidlům češtiny 41 % dotázaných, dalších 41 % dotázaných uvedlo, že jim nepřechýlená forma příjmení nevadí.

### Typologie vzniku českých příjmení
- Odvozená od křestních jmen
  - od běžných českých křestních jmen (Havel, Jindřich, Karel, Ludmila, Mikuláš, Pavel, Petr, Václavík, Zdeněk)
  - od hypokoristik českých křestních jmen (Beneš, Hašek, Jakeš, Janáček, Jech, Kouba, Mach, Šebesta, Václavík)
  - od křestních jmen pocházejících z jiných zemí (Klaus, Rudolf)
- Odvozená z příbuzenského vztahu (Babica, Babka, Dědek, Hošek, Synek, Strýcová)
- Odvozená od řemesel, povolání nebo společenského postavení osob
  - od řemesel (Hrnčíř, Kadlec, Krejčí, Mlynář, Sklenář, Ševčík, Šindelář, Tesař, Zedníček)
  - od povolání (Kočí, Hajný, Sedlák, Věžník, Vojáček)
  - od společenského postavení, většinou pouze jako přezdívka (Boháč, Brzobohatý, Císař, Hrabě, Král, Rada, Rychtář, Rytíř, Svoboda, Zeman)
- Odvozená od národnosti, kmenové nebo etnické příslušnosti (Bavor, Bém, Böhm, Čech, Hanák, Charvát, Moravec, Němec, Němeček, Poláček, Polák, Rakušan, Slováček, Srb, Španěl, Švéd, Vlach, Žídek)
- Odvozená z lidských vlastností (Dobrák, Protiva)
- Příjmení ve tvaru přídavných jmen
  - odvozená od barev (např. Bílý, Černý, Červený, Modrý, Ryšavý, Zelený)
  - odvozená od vzhledu a jiné vlastnosti osoby (Dlouhý, Knýř, Krátký, Kučera, Malý, Smutný, Starý, Syrový, Veselý, Železný)
- Příjmení ve tvaru podstatných jmen
  - odvozená od barev (Červenka, Zelenka)
- od geografického názvu, místa původu (Blatný, Lhotský, Moravec, Pražák, Žďárský)
- Odvozená od názvu bydliště resp. podle doby přistěhování (Doležal, Dvorský, Dvořák, Horák, Novák, Novotný, Zápotocký)
- Odvozená od názvů přírodnin
  - savci (Hřebec, Jelínek, Ježek, Kozel, Lev, Liška, Sysel, Veverka, Vlk, Vydra)
  - ptáci (Brabec, Čejka, Čížek, Holub, Husa, Jeřábek, Kavka, Kohout, Luňák, Slavíček, Slepička, Sokol, Sova, Stehlík, Straka, Sýkora)
  - hmyz a další bezobratlí (Brabenec, Brouk, Komárek, Mucha, Rak, Švrček)
  - ryby (Kapr, Okoun, Štika)
  - plazi a obojživelníci (Hádek, Žába)
  - rostliny nebo jejich části včetně porostů (Bříza, Doubek, Dub, Fiala, Hruška, Mrkvička, Růžička, Topol)
  - neživá příroda (Hlinka, Skála, Kamínek, Vodárek)
- Odvozená od části lidského těla nebo tělesného znaku (Bradáč, Hlava, Hlaváček, Hrbáček, Chloupek, Nosek, Paleček, Stehno, Zoubek)
- Slovesná příjmení, odvozená od lidské činnosti
  - v 1. osobě jednotného čísla minulého času (Doskočil, Kvapil, Navrátil, Odložil, Pospíšil, Sekal, Tikalová, Vyskočil, Zabloudil, Zavřel, Zkoumal)
- Odvozená z obecných a abstraktních pojmů (Hromádka, Mráček, Mráz, Podzimek, Zíma)
- Odvozená z geografického pojmu (Hora, Kopeček, Potůček)
- Odvozená od poživatin, včetně jejich výroby a konzumace (Kroupa, Máslo, Moučka, Polívka, Sádlo, Smetana, Šafránek)
- Odvozená od staveb a budov (Barák, Chalupa, Kostelka, Mlejnek, Stodůlka)
- Odvozená od předmětů
  - od nářadí a řemeslnických potřeb (Kolomaz, Kšír, Sekera, Srp)
  - od předmětů denní potřeby (Kropáček, Sklenička, Soudek, Saudek, Talíř)
- Regionální nebo místní příjmení, často ve tvaru podle nářečí (Baťa, Gajda, Gajdůšek, Galuška)
- Cizojazyčná příjmení (přejatá a počeštěná)
  - slovenská (Babiš, Bednárik, Chudík, Masaryk)
  - německá, včetně židovských a počeštěně psaných (Altmann, Baar, Dienstbier, Fischer, Fišer, Fierlinger, Franz, Friedmann, Fügner, Gebauer, Goldbach, Gottwald, Gross, Haas, Jungmann, Kafka, Kraus, Lachnit, Majer, Mayer, Müller, Neumann, Reiss, Rieger, Schmidt, Schwarz, Šmíd, Šnejdárek, Šoman, Šubrtová, Tyrš, Wasserbauer, Weinberger, Weiss, Wessnitzer, Winter, Zeyer)
  - maďarská (Balázs, Csák, Gábor, Szabó, Takácz, Ťok)
  - polská (Czechaczek, Jablonski, Potocki, Wojnar, Ziemba)
  - jugoslávská (Krajkovič, Markovič)
  - ruská a ukrajinská (Filipčuk, Ivanov, Jakovlev, Obivalněv, Voronin)
  - francouzská a italská (Del Favero, Karabela, Raveane, Tezzele)
  - řecká (Elefteriadu, Grigoriadis, Papadopoulos)
  - latinská (Fabricius)
  - ostatní (Cyrus, Gebre-Selasie, Miller, Okamura)
- Přijatá příjmení (Brom, Destinnová, Domanínská, Krásnohorská, Voskovec, Vrchlický)
- Nesklonná a nepřechylovaná příjmení
  - různého původu (Osolsobě, Skočdopole)
  - s koncovou samohláskou -ů (Fojtů, Janů, Kovářů, Mališů)
- Příjmení osob šlechtického původu (Belcredi, Kinský, Kolowrat, Lobkowicz, Schwarzenberg)
- Ostatní nezařazená příjmení (Dejdar, Robejšek, Švejnar, Tusar, Vincour)

#### Místní jména
Některá příjmení jsou odvozena od místa původu nebo bydliště. Příklady:
- Horowitz
- Košinár
- Kozohorský
- Meitner
- Opavský
- Prager
- Pražák
- Prostějovský
- Tošovský

## Přebírání příjmení po sňatku

### Česko
Po sňatku manželka obvykle přebírá manželovo příjmení, ovšem zákon umožňuje, aby si oba manželé ponechali svá původní příjmení nebo používali jako společné příjmení manželky. Snoubenec, který při sňatku přebírá příjmení toho druhého, si může zvolit ponechat si své původní příjmení jako druhé.

### Čína
Ženy si po sňatku většinou ponechávají svoje původní jméno, některé ženy si k rodnému jménu přidají manželovo jméno.

### Finsko
Finky si po sňatku mohou nechat svoje příjmení. Existuje také možnost vytvoření nového příjmení.

### Francie
Ženám po sňatku zůstává jejich rodné příjmení.

### Itálie
Od roku 1975 ženám po sňatku zůstává jejich příjmení. Neformálně si mohou přidat pomocí předložek in, nei a cg za své jméno manželovo příjmení.

### Island
Jelikož na Islandu jsou dědičná příjmení vzácností a jména dětí jsou odvozována od jména otce, případně matky, nemá sňatek na jméno ženy vliv, neboť i po sňatku je dcerou svého otce či matky.

### Maďarsko
Maďarská příjmení vdaných žen obsahují příjmení manžela doplněné příponou –né (Molnárné), případně jsou doplněna dívčím příjmením. Příjmení neprovdaných žen tuto příponu nemají.

### Španělsko
Ženám po sňatku zůstává jejich původní jméno.

### Země Latinské Ameriky
V některých zemí Latinské Ameriky se ženy vzdávají svého příjmení po matce a přijímají příjmení manžela po otci pomocí předložky de.